# 江阴市人民医院

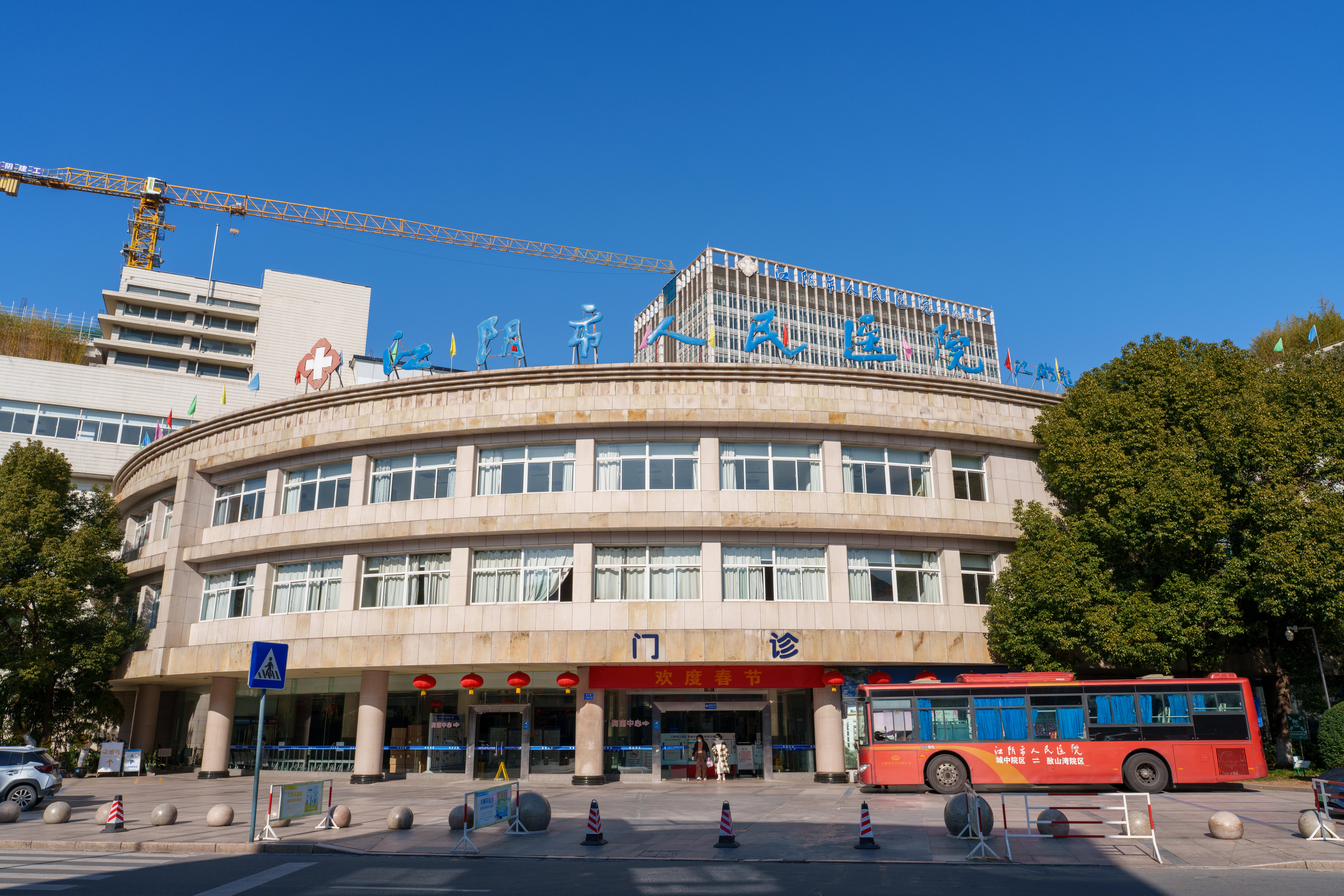
江阴市人民医院

江阴市人民医院（东南大学医学院附属江阴医院），是中国江苏省的一所医院，为三级甲等医院，位于江阴市寿山路163号。

## 沿革
1999年8月2日，医院经中华人民共和国卫生部、国家中医药管理局、解放军总后勤部卫生部的评选，获得1997-98年度“百佳医院”称号。2012年6月，医院被列为江苏省第二批县级公立医院改革试点单位。